# 플레이잉 포 킵스
《플레이잉 포 킵스》(영어: Playing for Keeps)는 2018년부터 현재까지 방영된 오스트레일리아의 드라마이다.